# 猶太人対策要綱
猶太人対策要綱（ゆだやじんたいさくようこう）とは、1938年12月6日近衛文麿の最高首脳会議である五相会議で決定されたユダヤ人の対策方針である。日本、満州、中国大陸におけるユダヤ人対策案である。

## 成立と内容
猶太人対策要綱は、安江仙弘が当時の陸相・板垣征四郎に働きかけによって策定された。この要綱の立案過程に関する安江の大きな役割については、これまで長男・弘夫の証言だけで資料的裏付けがなかったが、関根真保が京都大学に提出した学位請求論文 の公開『日本占領下の上海ユダヤ人ゲットー』(2010)のなかで、「満鉄外國経済調査係ニ課スル研究問題」（1938年10月27日）という資料のなかに、満鉄側のメモ「本件ハ安江氏ノ私案ナリ」という記述を発見したことが報告され、この資料のなかに猶太人対策要綱の内容が網羅されていることから、安江弘夫の証言の正しさが立証された。
同要項の内容は、以下の通りである。
猶太人対策要綱                                 昭和十三年十二月六日附 五相会議決定
独伊両国ト親善関係ヲ緊密ニ保持スルハ現下ニ於ケル帝国外交ノ枢軸タルヲ以テ盟邦ノ排斥スル猶太人ヲ積極的ニ帝国ニ抱擁スルハ原則トシテ避クヘキモ之ヲ独国ト同様極端ニ排斥スルカ如キ態度ニ出ツルハ唯ニ帝国ノ多年主張シ来レル人種平等ノ精神ニ合致セサルノミナラス現ニ帝国ノ直面セル非常時局ニ於テ戦争ノ遂行特ニ経済建設上外資ヲ導入スル必要ト対米関係ノ悪化スルコトヲ避クヘキ観点ヨリ不利ナル結果ヲ招来スルノ虞大ナルニ鑑ミ左ノ方針ニ基キ之ヲ取扱フモノトス
方針
一、現在日、満、支ニ居住スル猶太人ニ対シテハ他国人ト同様公正ニ取扱ヒ之ヲ特別ニ排斥スルカ如キ処置ニ出ツルコトナシ
二 新ニ日、満、支ニ渡来スル猶太人ニ対シテ一般ニ外国人入国取締規則ノ範囲内ニ於テ公正ニ処置ス
三、猶太人ヲ積極的ニ日、満、支ニ招致スルカ如キハ之ヲ避ク、但シ資本家、技術家ノ如キ特ニ利用価値アルモノハ此ノ限リニ非ス

米国が、航空機用ガソリンの禁輸とくず鉄などの輸入制限に踏み切り、日本の南下政策を牽制するようになると、米国との決裂は決定的なものとなり、日独伊三国同盟が締結された日の翌日の1940年（昭和16年）9月28日、要綱の提案者の安江大佐は、大連特務機関長を解任され、予備役に編入された。安江には憲兵隊の尾行が着くようになり、日米開戦の翌1942年（昭和17年）に、同要綱は廃止された（1942年3月13日連絡会議決定案「時局ニ伴フ猶太人対策」による廃止）。
本要綱においてはユダヤ人を他国人と同様公正に扱うこと（一）、またユダヤ人を取り締まる際であっても外国人入国取締規則において公正に取り締まること（二）を明示するが、本要綱の2か月前に発せられた近衛外務大臣訓令「米三 機密 合 第1447号」（件名: 猶太避難民ノ入国ニ関スル件、1938年10月7日付）においては、要綱（二）の「外国人入国取締規則」とは別の「外国人入国令」（大正7年内務省令第1号 外国人入国ニ関スル件）が言及され、本令に基づきユダヤ避難民の日本への入国（経由地としての通過に限る）を行うものであるといい、しかしながらユダヤ避難民の受け入れは大局上よろしくないという意見の一致が外務・内務・陸海軍の間でなされたという。
外務省は『猶太人対策要綱』と、ユダヤ避難民入国制限の訓令「米三 機密 合 第1447号」は、同一の趣旨であると言っている。要綱翌日の12月7日、有田八郎外務大臣の名において「暗 合 第3544号」（件名: 猶太避難民ニ関スル件）という訓令が在外各公館長に発せられた。この有田訓令は、「猶太避難民問題の重大性に鑑み昨六日政府は日、満、支全般に亘る右對策を次の通決定せるに付右方針の下に可然御措置ありたし」と言い、『猶太人対策要綱』の前文と方針を添付したうえで、「右は本邦に関する限り往信米三機密合第一四四七號の趣旨と同一なるに依り其の取扱方に付ては同信記載の要項に依り御処理ありたし唯入國條件に抵触せさる資本家、技術家の如き者の入國に付ては豫め事情を詳具し請訓相成様致度し」と締め括られる。1941年12月8日における米英への宣戦布告の段階で近衛訓令「米三 機密 合 第1447号」と有田訓令「暗 合 第3544号」は無効になっていた。

## 要綱に並行する動向
要綱とは別のところで、1938年11月以来、上海租界へのユダヤ難民流入が急増し、現地日本当局は現地ユダヤ社会から対策の要請を受ける1939年夏までの間、積極的に措置を講じなかったため、17000人がドイツを脱出することができた。また駐ベルリン満州国公使館書記官王替夫は1939年6月から、リトアニアの在カウナス領事館杉原千畝副領事は1940年7月から、ユダヤ避難民に通過ビザを大量に発給した。
杉原副領事に関して外務省の保管文書で確認できるところでは、1940年当時の日本において、「ユダヤ人に対しては一般の外国人入国取締規則の範囲内において公正に処置する」ことになっていたわけであるが、外務本省から指示されていた「通過査証は、行き先国の入国許可手続を完了し、旅費及び本邦滞在費等の相当の携帯金を有する者に発給する」というものに対して杉原副領事は、当該指示の要件を満たさない避難民に対しても通過ビザを発給したということである。